# Fabius Valens
Pour les articles homonymes, voir Fabius.
Fabius Valens est un militaire et un homme politique romain. Il est connu pour avoir participé aux luttes de pouvoir pendant l'année des quatre empereurs en 69 entre Galba, Vitellius et Othon.

## Biographie
Valens est né à Anagnia dans le Latium, d'une famille équestre. Tacite le décrit comme de mœurs libres et d'esprit non dénué d'agrement, s'étant exhibé comme mime au théâtre lors de fêtes Juvénales.
Il est le premier commandant de légion qui se rallie à Galba, entraînant les autres légions.
En tant que légat de la Legio I Germanica, légion stationnée dans le district militaire de Germanie inférieure, il exécute l'ordre de Galba en 68 : la mise à mort de Fonteius Capito qui aurait fomenté des troubles en Germanie inférieure ou qui n'aurait pas suivi les intentions belliqueuses de Valens et de Cornelius Aquinus.
Il est avec Alienus Cæcina, légat en Gaule. Son ambition et sa témérité sont démesurées. Il en veut personnellement à Galba car il a étouffé le complot de Capito.
Le 2 janvier 69, il entre à Cologne où il salue, avec la cavalerie légionnaire, Vitellius empereur (il ne le sera effectivement qu'après la défaite d'Othon à la bataille de Bedriac en avril 69 à laquelle Valens prendra part aux côtés de Alienus Cæcina). Le futur empereur Vitellius, déjà acclamé par les armées du Rhin charge les deux légats de traverser la Gaule et de fondre sur Rome pour renverser Galba (ils trouveront en fait Othon sur le passage qui aura été fait empereur entre-temps). Valens est à la tête de l'élite de la Germanie inférieure avec l'aigle de la cinquième légion augmenté de cohortes auxiliaires et des ailes (corps de cavalerie auxiliaire recruté par des engagements volontaires, citoyens romains ou provinciaux), soit environ 40 000 hommes. Sa mission lui fait traverser le territoire des Éduens où il cherche « un prétexte de guerre (…) : sommés de remettre l'argent et leur armes (…) ce que les Éduens firent par peur, les Lyonnais le firent avec joie. » Il stationnera ensuite à Lugdunum où il dissuade ses troupes de piller la cité voisine de Vienne pour venger les habitants de Lugdunum après que la cité rivale eut levé une armée pendant la révolte de Vindex contre Néron, toutefois Tacite ajoute « la cité (de Vienne) dut livrer ses armes et les habitants fournirent chacun aux soldats toute sorte de provision (…) Valens lui-même s'était laisser acheter à bon prix. »
Valens et Cæcina franchissent les Alpes ensemble.
Ils participent enfin à la bataille de Bedriac en avril 69 où Othon se donne la mort après la victoire de Vitellius qui se fait reconnaître empereur romain.
Lorsque les légions d’Orient et du Danube proclament empereur Vespasien, Valens reste fidèle à Vitellius, mais hésite et perd du temps et ne peut rejoindre les troupes de Cæcina. Après la défaite des troupes de Cécina à Crémone, Valens tente de gagner la Gaule où il espère rallier de nouvelles troupes. Embarqué dans le golfe de Pise, il est poussé par les vents au port d’Hercule Monecus, où il apprend que les partisans de Vespasien ont pris de contrôle de la région de Fréjus. Rembarquant avec une petite escorte, il échoue vers Marseille sur les îles d'Hyères, où il est fait prisonnier, capture qui provoque un ralliement général à Vespasien. Valens finit sa vie captif et exécuté à Urbino, on exhibe sa tête aux dernières unités de Vitellius comme preuve de sa défaite